# Porto Re
Porto Re, anche Porto Regio oppure Porto Ré (in croato Kraljevica), è una cittadina di 4 568 abitanti della Croazia situata sul mar Adriatico, nel golfo del Quarnero. La città ha una popolazione di 2 797 abitanti e fa parte della regione litoraneo-montana.

## Geografia fisica
Porto Re è situata lungo la costa croata tra Fiume e Cirquenizza, nei pressi del ponte che collega la terraferma alla prospiciente isola di Veglia.

## Storia
Menzionata fino dal XIII secolo come Portus Regius, la cittadina vanta due castelli medioevali delle nobili famiglie dei Frangipane (o Frangipani) e degli Zrini(Zrinski). Nel cantiere navale di Porto Re, l'antico Arsenale, lavorò da giovane Josip Broz Tito, futuro leader della Jugoslavia, iniziando qui la sua opera sindacale.

## Società

### Etnie e minoranze straniere
A Porto Re esiste una piccola comunità di italiani autoctoni, che rappresentano una minoranza residuale di quelle popolazioni italofone che abitarono per secoli ed in gran numero, le coste dell'Istria e le principali città di questa, le coste e le isole della Dalmazia, e il Quarnaro, che erano territori della Repubblica di Venezia. La presenza di italiani autoctoni a Porto Re è drasticamente diminuita in seguito all'esodo giuliano dalmata, che avvenne dopo la seconda guerra mondiale e che fu anche cagionato dai "massacri delle foibe". Al censimento del 1991 solo lo 0,06% della popolazione si dichiarava italiana.

## Geografia antropica

### Località
La città di Porto Re è divisa in 6 insediamenti (naselja) di seguito elencati. Tra parentesi il nome in lingua italiana, a volte desueto.
- Bakarac (Buccarizza[3][6])
- Kraljevica (Porto Re o Porto Regio), sede comunale
- Križišće (Crisisce[7])
- Mali Dol (Dol Piccolo[8] o Vallepiccola)
- Šmrika (Smericca[8] o Smevica[7])
- Veli Dol (Dol Grande[8] o Vallegrande[9])

## Galleria d'immagini

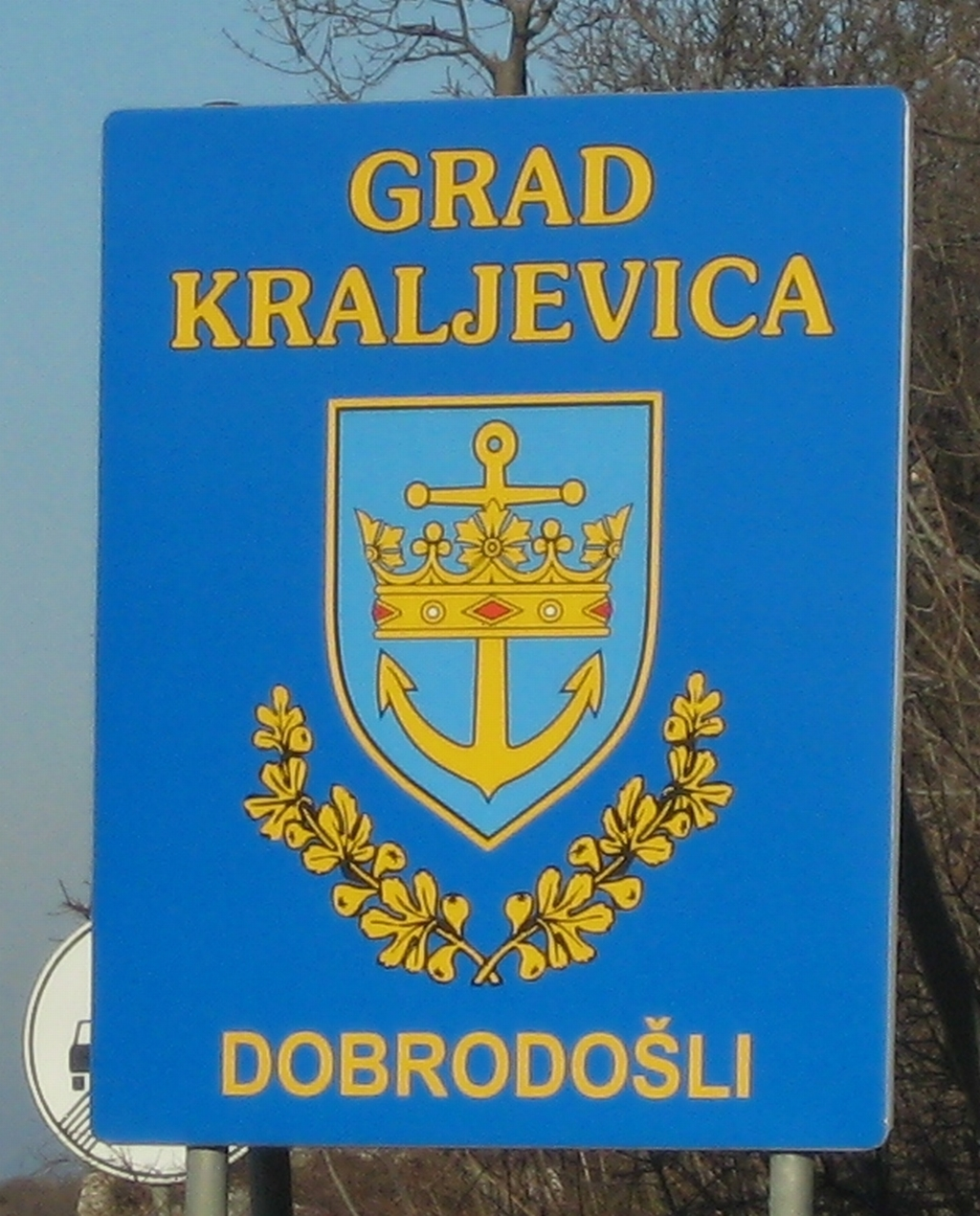
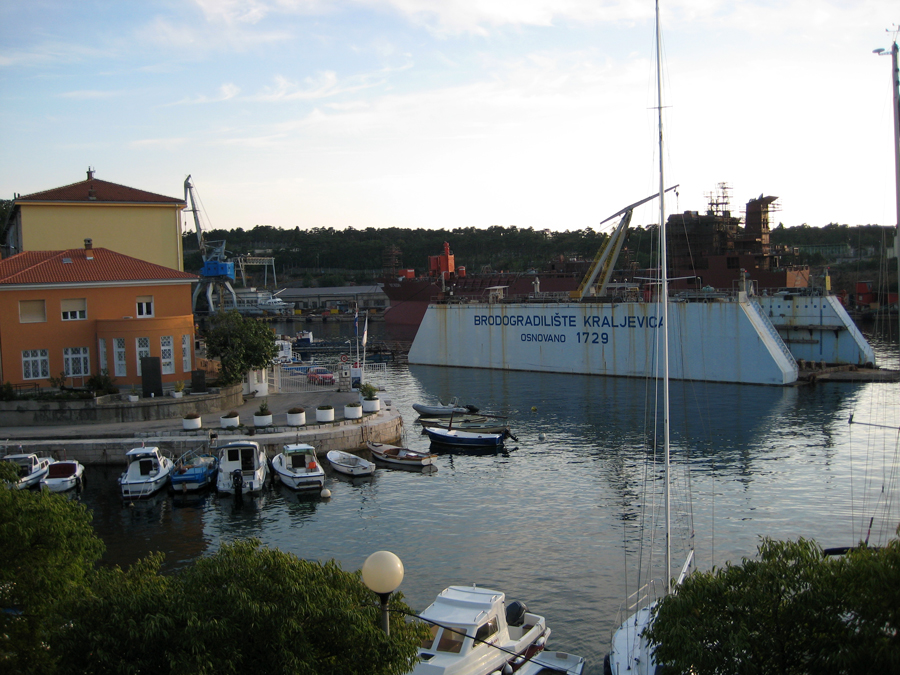
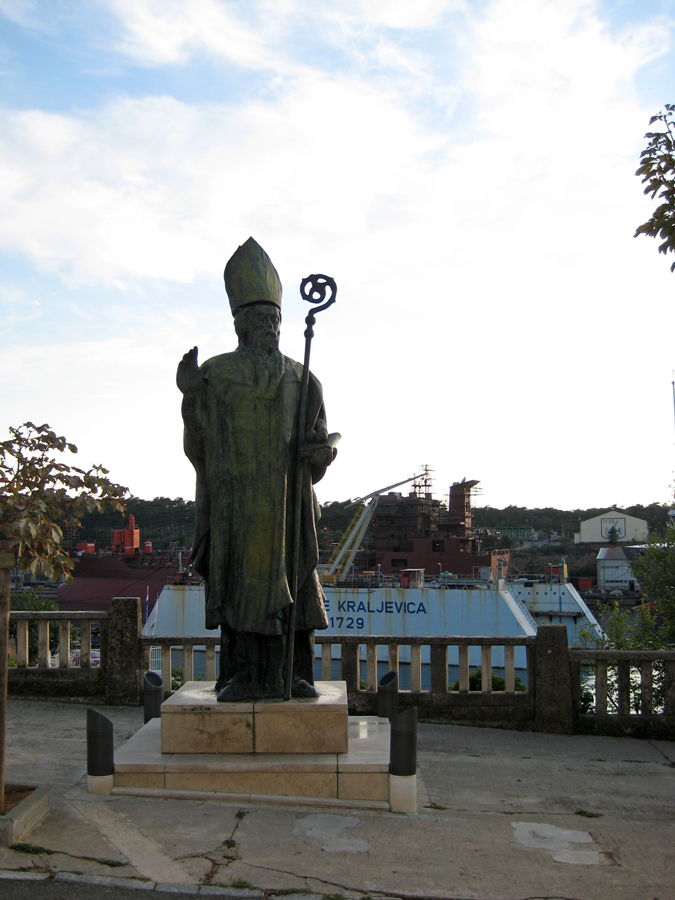
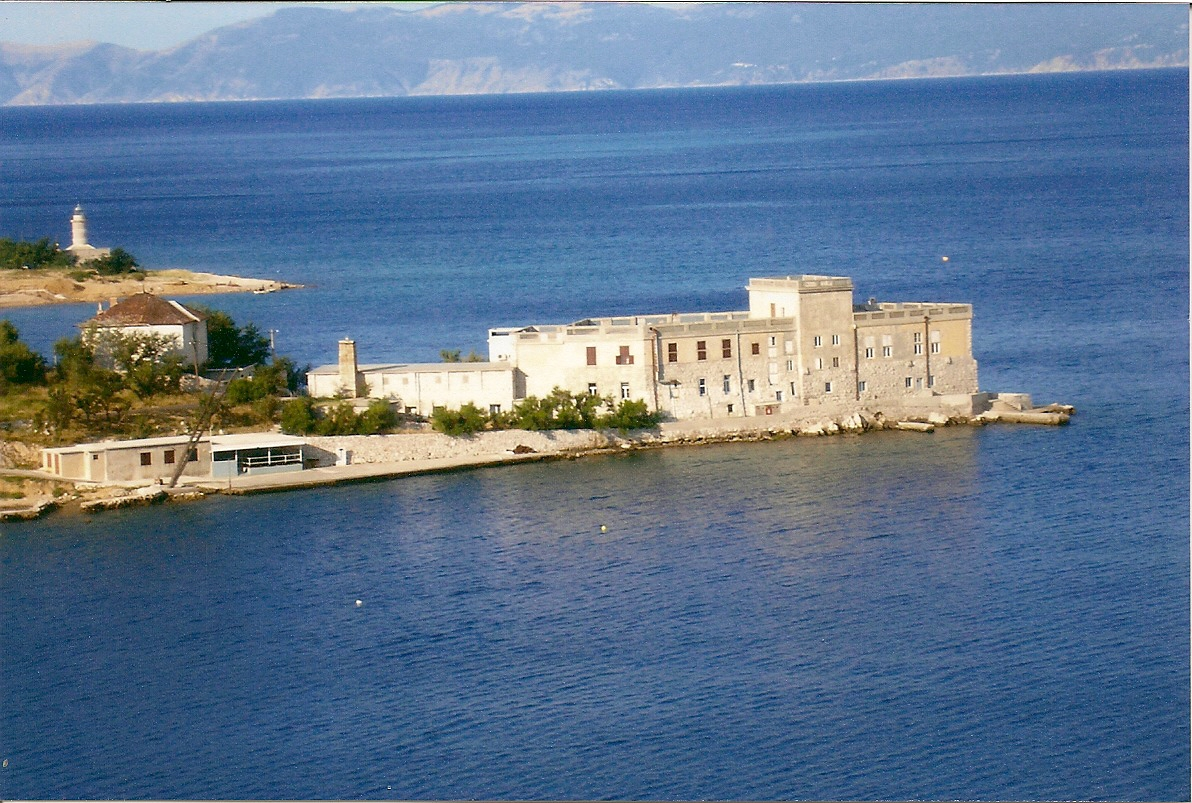
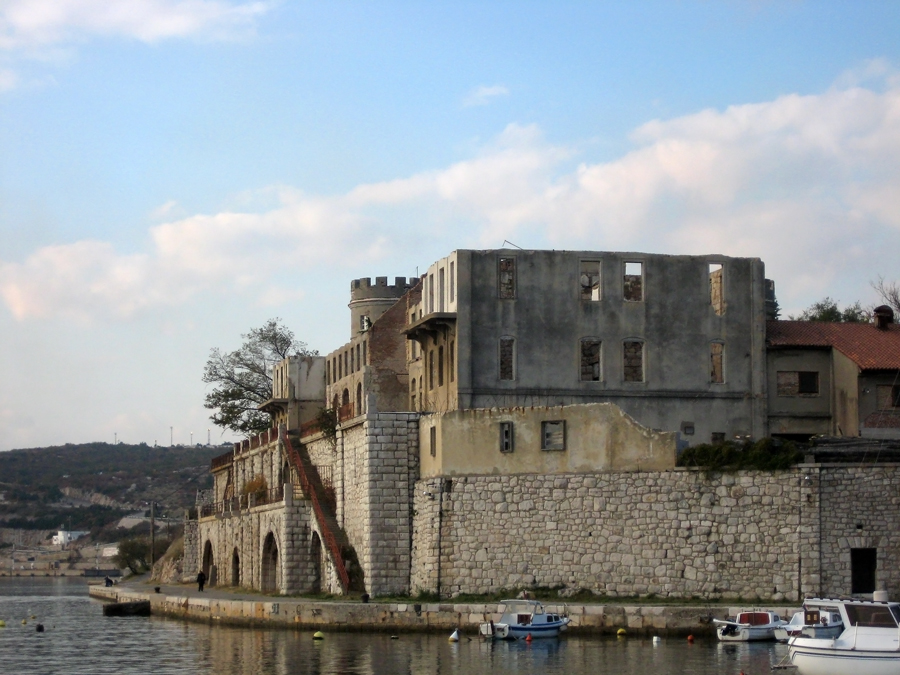
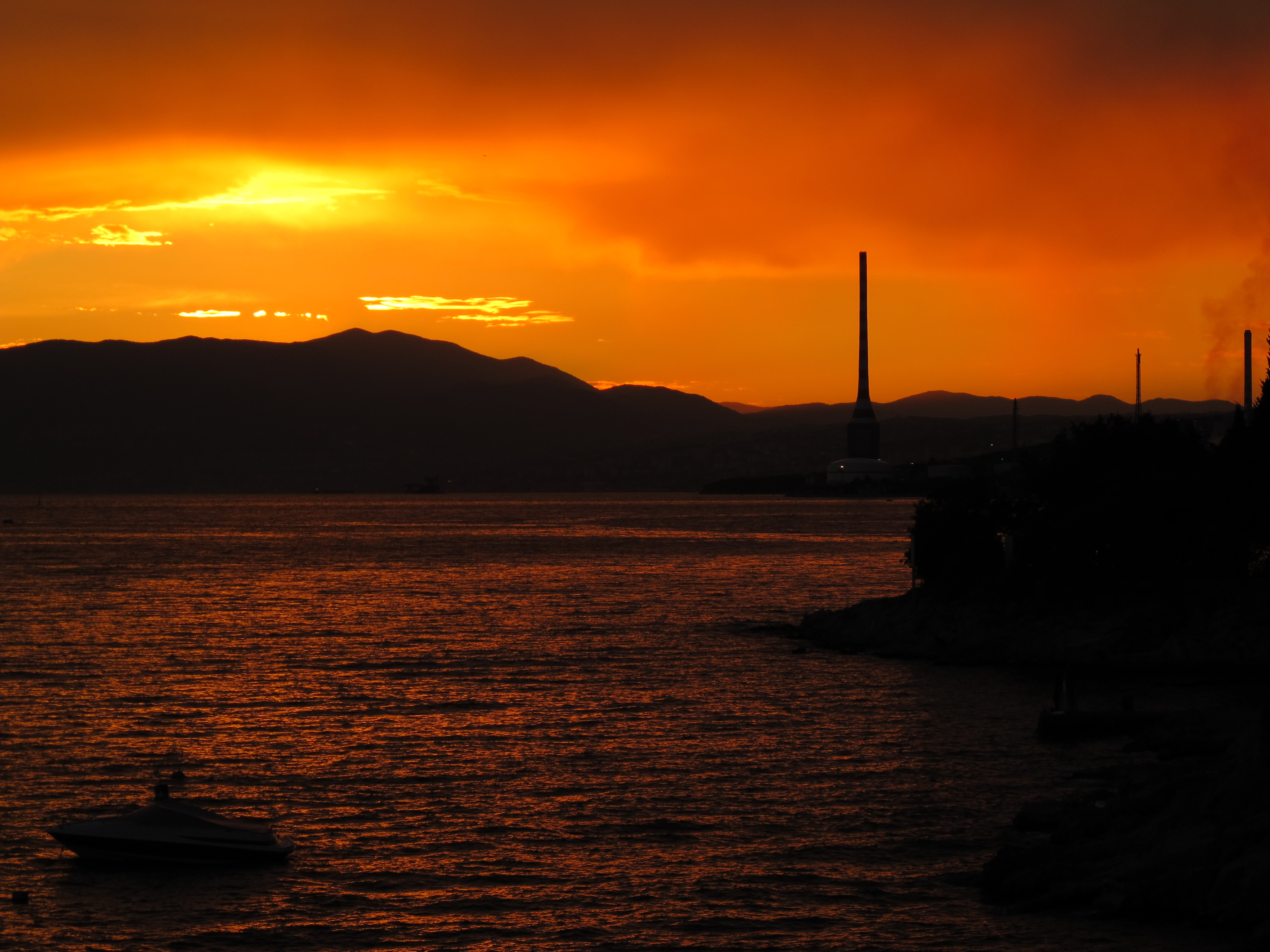
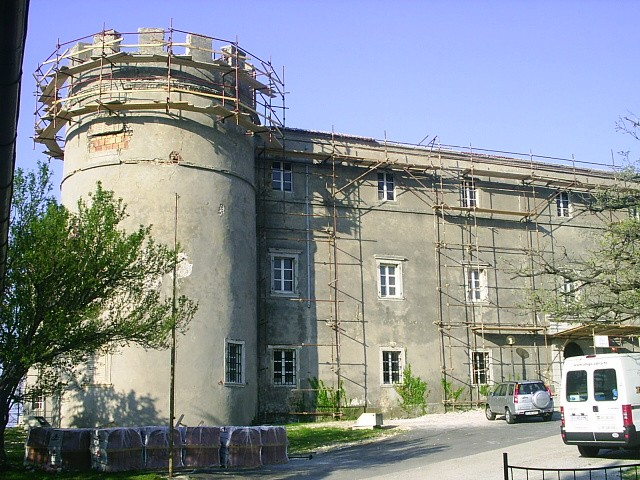
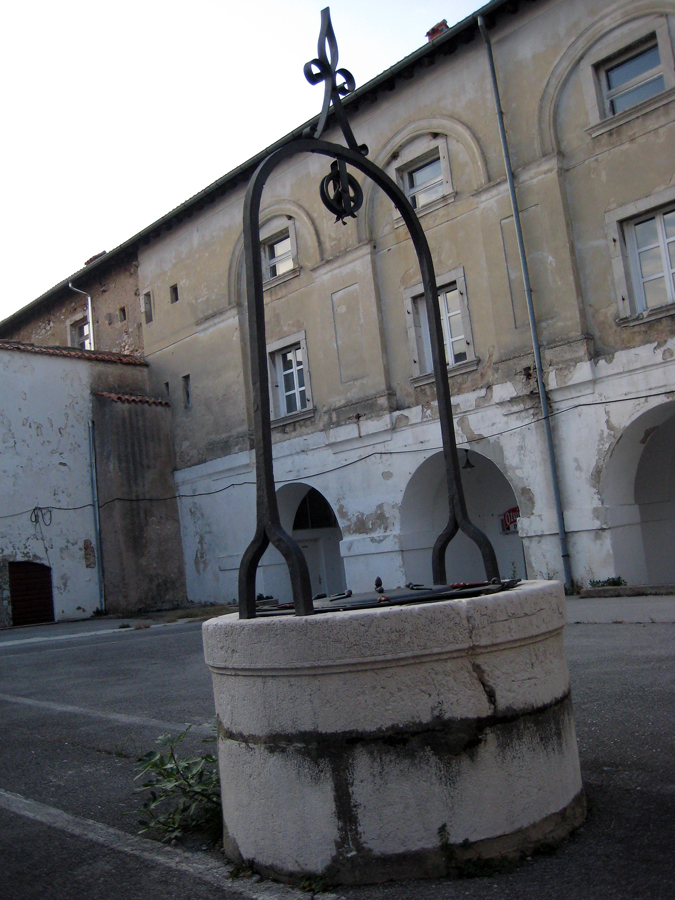